# Rozmyta mapa kognitywna
Rozmyta mapa kognitywna (ang. fuzzy cognitive map, FCM) – narzędzie pozwalające na budowę inteligentnego modelu dla wspomagania procesów decyzyjnych. FCM reprezentuje powiązania między czynnikami modelowanego zjawiska. Rozmyta mapa kognitywna to graf skierowany, którego wierzchołki to czynniki, które są odpowiednio powiązane za pomocą krawędzi. Krawędzie mają wagi, które mogą być reprezentowane przez wartości liczbowe z przedziału [-1, 1], reguły rozmyte lub relacje rozmyte. Rozmyte mapy kognitywne są rozszerzeniem map kognitywnych (CM) i zostały wprowadzone przez Barta Kosko w 1986 roku.